# Horváth János (irodalomtörténész)

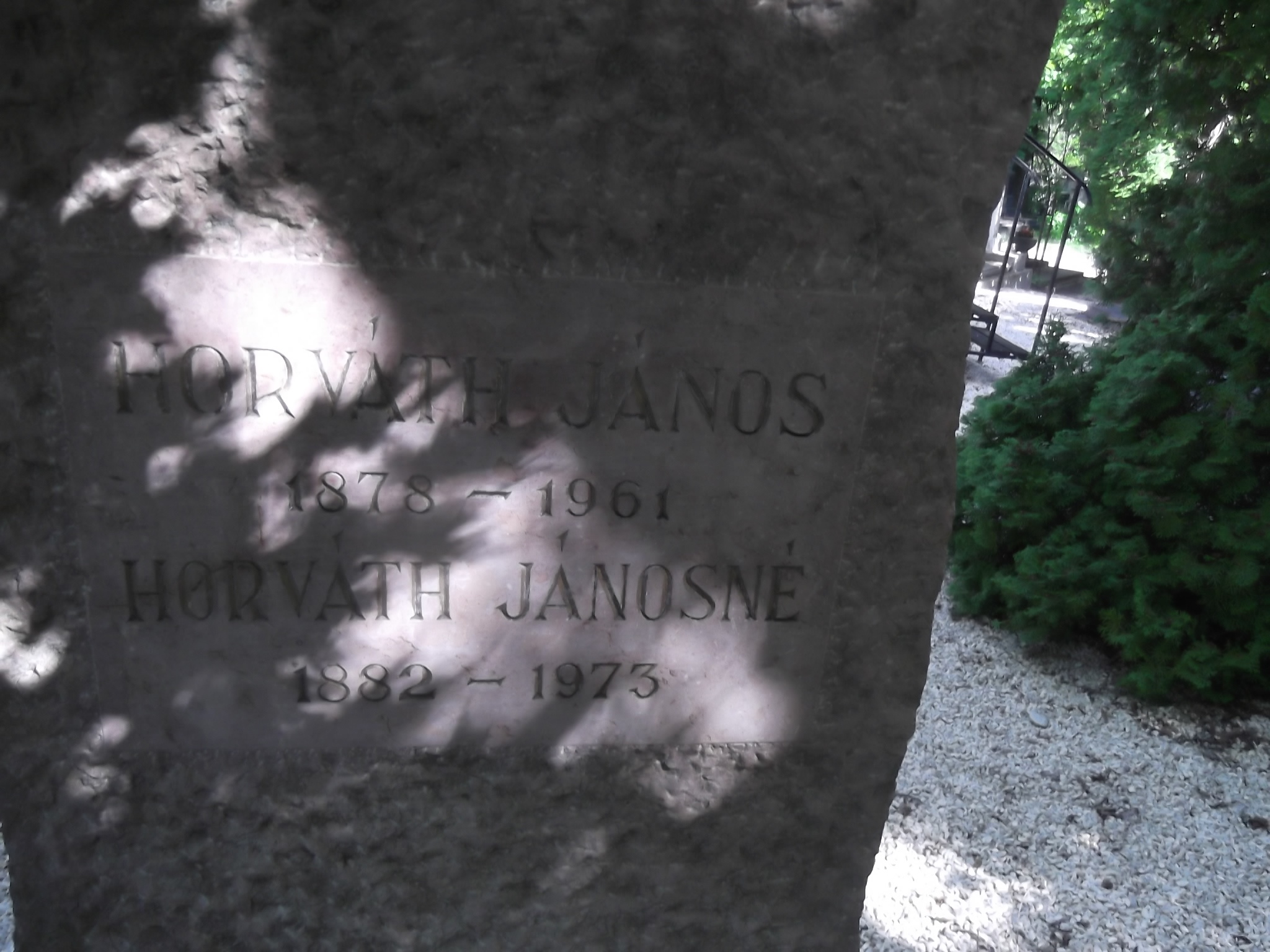
Horváth János (1878-1961) és felesége (1882-1973) sírja a Farkasréti temetőben

Horváth János (Margitta, 1878. június 24. – Budapest, 1961. március 9.) Kossuth-díjas irodalomtörténész, egyetemi tanár, a Magyar Tudományos Akadémia rendes tagja.

## Életútja

### Ifjúkora és tanulmányai
Református család gyermeke volt. Édesapja, Horváth József jegyzőként dolgozott. Elemi iskolába otthon, reáliskolába Debrecenben és Körmöcbányán járt. Felsőfokú tanulmányait a budapesti egyetemen végezte 1897 és 1901 között. Harmadéves korától az Eötvös József Collegium tagja, 1901–1902 folyamán az École normale supérieure hallgatója volt.
Az egyetemen kora legkiválóbb hazai tudósai oktatták: Alexander Bernát filozófiára, Békefi Remig művelődéstörténetre, Heinrich Gusztáv német filológiára, Becker Fülöp Ágost nyelvészetre, ófrancia, provanszál és spanyol nyelvre tanította. Az ókori klasszikusokkal Hegedűs István és Ponori Thewrewk Emil óráin ismerkedett meg. Bánóczi József Kant filozófiájába, Négyesy László a retorikába, Pasteiner Gyula a művészettörténetbe, Simonyi Zsigmond a magyar nyelvészetbe vezette be. A magyar irodalom történetéről Beöthy Zsolt és Gyulai Pál, az Eötvös-kollégiumban – felvétele után már csak rövid ideig – Péterfy Jenő tartott előadásokat. Szinnyei József finnugor nyelvészeti előadásai alapozták meg Horváth (vers)mondattani érdeklődését.
Miután Négyesy László mellett teljesítette gyakorlóévét a Trefort Utcai Gyakorló Főgimnáziumban, 1904-ben magyar–francia szakos tanári diplomát kapott. 1914-ben olaszországi tanulmányúton vett részt. Nem sokkal később bevonult a hadseregbe, és 1917-ig frontkatonai szolgálatot teljesített Szerbiában és Galíciában. Röviddel azután, hogy Bartoniek Géza, az Eötvös-kollégium igazgatója közbenjárására leszerelték, egykori századát átirányították az Isonzóhoz.

### Szakmai pályafutása
Az 1904–1905-ös tanévben a Budapest-Terézvárosi Állami Főreáltanoda, 1905–1906-ban a Budapest II. kerületi Budai Császári Királyi Főreáltanoda helyettes, majd két éven át rendes tanára volt. 1908-tól 1923-as lemondásáig az Eötvös-kollégiumban tanított magyar irodalmat és francia nyelvet és irodalmat. Eckhardt Sándor, Kodály Zoltán, Pais Dezső és Szekfű Gyula tartoztak legkedvesebb hallgatói közé. 1911-ben Baros Gyula és Pintér Jenő mellett a Magyar Irodalomtörténeti Társaság megalapítója volt. 1922-től Thienemann Tivadarral a Minerva című szellemtörténeti irányultságú lapot, 1923-tól 1926-ig Tormay Cécile irodalmi és tudományos folyóirata, a Napkelet kritikai rovatát szerkesztette. 1923 és 1948 között az egyetem nyilvános rendes tanáraként irodalomtörténetet oktatott.

### Utolsó évei
Már az 1930-as évektől visszavonultan élt, de 1948-as nyugdíjba vonulása után a hivatalos programokon sem vett részt. (A Kossuth-díj kiosztása alkalmából rendezett ünnepségre sem ment el.) Élete végéig figyelemmel kísérte az irodalomtudomány újabb eredményeit.
1961. március 9-én hunyt el, a Farkasréti temetőben nyugszik. Születése századik évfordulójára emléktáblát avattak Bocskai úti háza falán.

## Társasági tagságai, elismerései
1919. október 23-án a Magyar Tudományos Akadémia levelező, 1931. május 15-én rendes tagjává választották. 1923-tól a Kisfaludy Társaság, 1942-től a Petőfi Társaság rendes tagja volt.
1923-ban megkapta az MTA Nagyjutalmát. 1930-ban Corvin-koszorúval tüntették ki. 1948-ban a Kossuth-díj arany fokozatában részesült A magyar irodalmi műveltség kezdetei Szent Istvántól Mohácsig című művéért. 1953-ban Munka Érdemrendet kapott.
Nyolcvanadik születésnapja alkalmából az Irodalomtörténeti Közlemények és a Magyar Nyelv című folyóiratok ünnepi számmal köszöntötték.

## Értékelése
Schöpflin Aladár a magyar irodalomról 1937-ben írott összegzésében Horváthot az egyetlen olyan kritikusként jellemezte, aki a századelőn „valóban írói kritikát volt hajlandó művelni”. Érdemei közé sorolta a szellemtörténeti módszer meghonosítását az egyetemen, kiemelte a magyar irodalmi népiességgel és a magyar ritmussal kapcsolatos tanulmányai jelentőségét. Értékelése szerint Horváth „az eddigieknél magasabb szintézisig jutott el, egyes részletkérdésekre vonatkozó tanulmányaiban súlyos új szempontokra figyelmeztetett, általában odaállította a »szempontot« az adatkutatás és közlés mellé. [...] Tanítása nyomán az ifjabb tanári nemzedék magasabb rendű irodalomszemléletre emelkedett.”
Kovalovszky Miklós 1958-ban a „magyar szó tudós mestereként” jellemezte, aki „választékos egyszerűségével és természetes közvetlenségével” nyűgözte le hallgatóit. Horváth stílusa szerinte „maga a legszebb élő hagyomány: kissé régies, jellegzetesen egyéni ízű, de gyökeresen s mégis észrevehetetlen természetességgel magyar irodalmiság.” Trencsényi-Waldapfel Imre nekrológjában megemlékezett Horváth fogékonyságáról „az irodalmi nyelv és stílus csak precíziós műszerekkel vizsgálható árnyalatai iránt”, emlékeztetett „írásművészete plaszticitására” és „a nyelv különböző rétegeiből válogató igényességére”. Keresztury Dezső azon nagy nevelők közé sorolta, „akik lázítás nélkül tudtak felszabadítani és erőszak nélkül megkötni.” Értekező prózája „költői zsúfoltságát” Stéphane Mallarmé verseiéhez, nyelvi gazdagságát a Buda haláláéhoz hasonlította.
Martinkó András 1979-es véleménye szerint szerint Horváth „minden elődjénél (és utódjánál) extenzívebben látta a magyar irodalmat: extenzíven történeti kiterjedtségében is meg horizontális problematikájában is. [...] Egymaga vállalt olyan feladatot, melyet csak teamek tudnak, ha tudnak megoldani, egy olyan tudományos magatartást, melyre egy életet áldozott.”

## Főbb művei

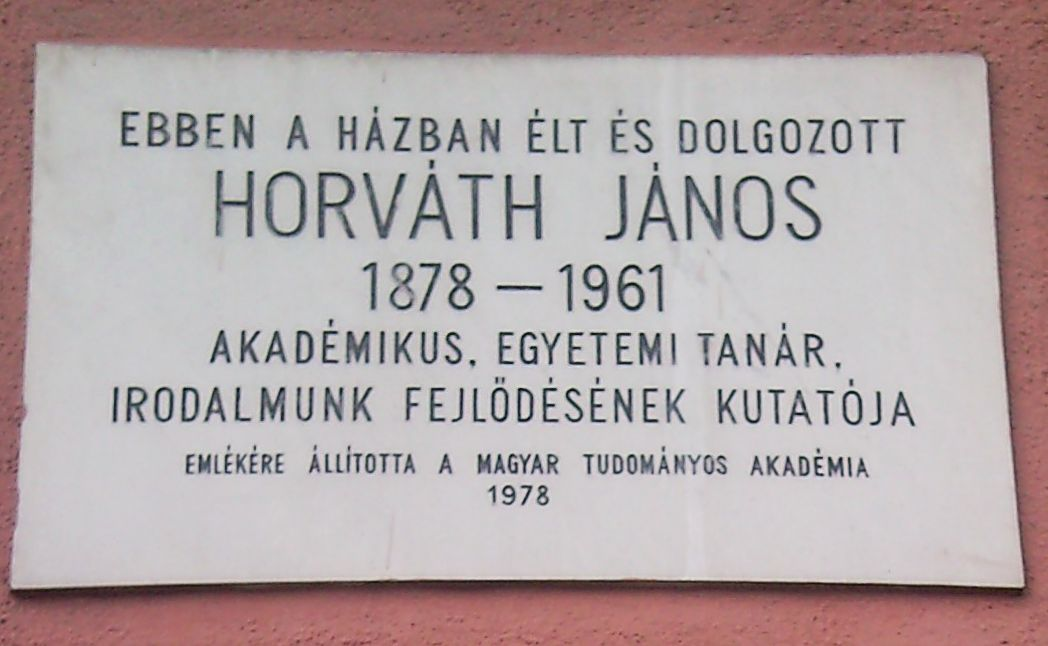
Emléktáblája Bocskai úti háza falán

- Irodalmunk fejlődésének főbb mozzanatai (Budapest, 1908)
- Ady s a legújabb magyar lyra (Budapest, 1909)
- Aranytól Adyig (Budapest, 1921)
- Magyar irodalomismeret (Budapest, 1922)
- Magyar ritmus, jövevény versidom (Budapest, 1922)
- Petőfi Sándor (Budapest, 1922, 1926)
- Herczeg Ferenc (Budapest, 1925, 1926)
- A magyar irodalmi népiesség Faluditól Petőfiig (Budapest, 1927, 1978) (A Magyar Tudományos Akadémia Könyvkiadó Vállalata)
- A középkori magyar vers ritmusa (Berlin, 1928)
- A magyar irodalmi műveltség kezdetei Szent Istvántól Mohácsig (Budapest, 1931, 1944; reprint 1988)
- A magyar irodalmi műveltség megoszlása. Magyar humanizmus (Budapest, 1935, 1944; reprint 1988)
- Csokonai (Budapest, 1936)
- Katona József (Budapest, 1936)
- Kisfaludy Károly (Budapest, 1936)
- A magyar vers (Budapest, 1948)
- Rendszeres magyar verstan (Budapest, 1951)
- A reformáció jegyében. A Mohács utáni félszázad magyar irodalomszemlélete (Budapest, 1953, 1957)
- Kisfaludy Károly és íróbarátai (Budapest, 1955)
- Vitás verstani kérdések (Budapest, 1955)
- Tanulmányok (Budapest, 1956)
- Berzsenyi és íróbarátai (Budapest, 1960)
- Vörösmarty drámái (Budapest, 1969)
- A magyar irodalom fejlődéstörténete (Budapest, 1976, 1980)
- Tanulmányok I–II. (Debrecen, 1997)
- Gyulai Pál. Egyetemi előadás, 1927–1928; sajtó alá rend. Korompay H. János; Argumentum, Bp., 1999
- Horváth János verstani munkái (Budapest, 2004)
- Horváth János irodalomtörténeti munkái I–IV. (Budapest, 2005–2008)
- Horváth János irodalomtörténeti és kritikai munkái (Budapest, 2009)

## Emlékezete
- Szülővárosában művelődési társaságot (2002)[12] és iskolát (2011)[13] neveztek el róla.
- A Nemzeti Emlékhely és Kegyeleti Bizottság  2002-ben úgy döntött, hogy Horváth János sírhelyét (Farkasréti temető, Budapest, Parcella, Szakasz, Sor, Sír: 20, N/A, körönd 1, 13/14) "A” kategóriában a nemzeti sírkert részévé nyilvánítja.)[14]

### További irodalom
- Horváth János és Schöpflin Aladár levelezése. Közzéteszi: Korompay H. János. Holmi, 1997. 7. sz. 979–985. o.
- Nagy J. Béla: A nyelvművelő Horváth János. Magyar Nyelv, 1958. 2. sz. 165–175. o.

### Bibliográfiák
- Horváth János műveinek bibliográfiája. Összeáll.: Korompay H. János. In Horváth János irodalomtörténeti és kritikai munkái V. Szerk.: Korompay H. János – Korompay Klára. Budapest, 2009, Osiris. 1005–1022. o.
- Kozocsa Sándor: Horváth János élete és munkái. In Magyar századok. Irodalmi műveltségünk történetéhez. Budapest, 1948, Egyetemi Nyomda. 316–325. o.
- Kozocsa Sándor: Újabb adalékok Horváth János irodalmi munkásságához. Irodalomtörténeti Közlemények, 1958. 2–3. sz. 368–369. o.